# Eta-bronze
L'eta-bronze, o bronze natiu, és un mineral de la classe dels elements natius.

## Característiques
L'eta-bronze és un aliatge de coure i estany, de fórmula química Cu₆Sn₅. Es tracta d'un mineral publicat sense l'aprovació definitiva de l'Associació Mineralògica Internacional. Cristal·litza en el sistema hexagonal. La seva duresa a l'escala de Mohs és 2. És molt similar al coure estannífer, una varietat de coure natiu.
Segons la classificació de Nickel-Strunz, l'eta-bronze pertany a «01.AC - Metalls i aliatges de metalls, família indi-estany» juntament amb els següents minerals: indi, estany, sorosita i yuanjiangita, així com d'una altra espècie encara sense nom definitiu.

## Formació i jaciments
Aquest aliatge es troba de manera natural en menes d'estany rovellades. Va ser trobada per primera vegada a la mina Panasqueira, a Covilhã (Castelo Branco, Portugal). També se n'ha trobat a Kubaka (Rússia), a Charlotte Amalie (Illes Verges Nord-americanes), a Elkiaidai (Uzbekistan) i al Mare Crisium (la Lluna).